# Kölner Schiedsspruch

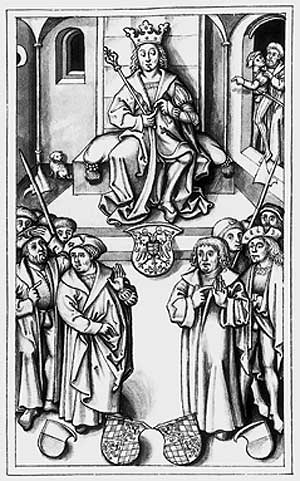
Zeitgenössische Darstellung des Kölner Schiedsspruchs

Der Kölner Schiedsspruch des römisch-deutschen Königs Maximilian I. auf dem Reichstag zu Köln am 30. Juli 1505 beendete den Landshuter Erbfolgekrieg.

## Vorgeschichte
Der Landshuter Erbfolgekrieg 1503 bis 1505 wurde von einem Streit um die Erbfolge im bayerischen Teilherzogtum Bayern-Landshut ausgelöst, als der letzte dortige Herzog, Georg der Reiche, ohne männliche Nachkommen starb. Zum Krieg war es gekommen, weil die Herzöge von Bayern-München nicht akzeptierten, dass ihr Verwandter, der söhnelose Georg, die weibliche Erbfolge für sein Land durchsetzen wollte. Nach Reichsrecht und nach den Wittelsbacher Hausverträgen wären die Münchner Herzöge erbberechtigt gewesen. Hauptbeteiligte waren die Wittelsbacher-Linien Bayern-Landshut mit Georgs Erbtochter Elisabeth und ihrem Gemahl Ruprecht von der Pfalz gegen Herzog von Bayern-München sowie König Maximilian I. aus dem Hause Habsburg. Das Kriegsglück hatte sich Herzog Albrecht IV. von Bayern-München zugeneigt. Erste Friedensverhandlungen am 10. Dezember 1504 in Mittenwald scheiterten jedoch. Am 23. Januar 1505 unterlag der pfalzgräfliche Feldherr Georg von Wisbeck bei Gangkofen den bayerischen Truppen, am 9. Februar trat ein Waffenstillstand in Kraft. Im Vorfeld des Kölner Schiedsspruches war es dann bereits zwischen dem Innsbrucker Hofmarschall Paul von Liechtenstein-Kastelkorn und Herzog Albrecht IV. gegen Ende März/Anfang April 1505 zu geheimen Absprachen gekommen.
Die kurpfälzischen Bestrebungen zu einer hegemonialen Stellung in Süddeutschland waren damit gescheitert. Im Prinzip oblag dem König Maximilian die Entscheidung, wie das durch den Tod Georgs des Reichen 1503 vakant gewordene Herzogtum Bayern-Landshut unter die Anwärter, die Herzöge von Oberbayern und die pfälzisch-niederbayerische Partei mit den beiden minderjährigen Enkelsöhnen Herzog Georgs, aufgeteilt werden sollte.

## Kölner Schiedsspruch
Am 14. Juni 1505 begannen im Vorfeld des Kölner Reichstags die offiziellen Schiedsverhandlungen über die Aufteilung des niederbayerischen Erbes. Auf dem Reichstag in Köln am 30. Juli 1505 wurde folgendes Ergebnis verkündet:
- Das Haupterbe fällt dem Herzog von Bayern-München zu. Das Herzogtum Bayern wird damit nach den spätmittelalterlichen Teilungen[4] wieder vereinigt.
- Die beiden Enkel Herzog Georgs, Ottheinrich und Philipp, erhalten die Junge Pfalz, ein zersplittertes Gebiet von der oberen Donau über Franken bis zur nördlichen Oberpfalz. Hauptstadt des neuen Fürstentums wird Neuburg an der Donau. Der Rest des Gebietes geht an die Münchener Linie der Wittelsbacher.[5][6]
- Das Gebiet um Kufstein, Kitzbühel und Rattenberg fällt Maximilian I. selbst als Preis seiner Vermittlung zu. Auch das Zillertal und das Mondseeland gehen an die Habsburger. Dies bedeutete eine teilweise Revision für den Frieden von Schärding. Es galt aber dort bis in das 19. Jahrhundert hinein weiterhin das oberbayerische Landrecht Ludwigs des Bayern.
- Die Reichsstadt Nürnberg gewinnt bedeutende Gebiete östlich der Stadt, darunter die Ämter Lauf, Hersbruck und Altdorf.
- weitere Bestimmungen wie Kriegsentschäden, Schulden usw.[7]
- Gebietsregelungen im Einzelnen[8]

## Bedeutung
Der königliche Kölner Spruch fiel für die pfälzische Partei enttäuschend aus. Der Anteil am Georgianischen Erbe war gemessen an den Erwartungen deutlich reduziert; gegen die Verweisung auf – streng genommen gar nicht zur Verhandlungsmasse gehörende – Teile der Oberpfalz hatte Pfalzgraf Friedrich vergeblich Widerstand geleistet. Überdies besaß das neue Fürstentum Pfalz-Neuburg nur geringen strategischen Wert. Albrecht IV. dagegen konnte im Streit um das niederbayerische Erbe als Sieger gelten. Wie abgesprochen fiel ihm mit den Rentämtern Landshut und Burghausen der größte und wertvollste Teil des Fürstentums zu. Als Resultat des Landshuter Erbfolgekriegs von 1504/05 verlor die Kurpfalz auch Gebiete am südlichen Oberrhein und im Neckarbecken. und brachte den Verlust der Maulbronner Klostervogtei an Württemberg.
Die territorialen Verluste, die die Kurpfalz gegenüber Württemberg, Hessen und dem König hinnehmen musste, bedeuteten den Zusammenbruch ihrer bisherigen Machtstellung am Mittelrhein, am Neckar und im Elsass. Alles, was man sich im Lauf des 15. Jahrhunderts mit großer Anstrengung aufgebaut hatte, war mit einem Schlag zunichte.
Aber auch Albrecht zeigte sich über die unter erheblichem politischen Druck des Königs eingeräumten Abtretungen an die Gegenpartei und an die österreichischen Erblande unzufrieden. Zudem hatte Maximilian seinen Schwager mit einigen Eigenmächtigkeiten im Detail und einer beabsichtigten gravierenden Ungenauigkeit des königlichen Rechtsspruches hinsichtlich der Taxierung der Pfalz-Neuburg zuzuschlagenden Gebiete verärgert.
Darin bestand überhaupt die Taktik des Königs: Die Unklarheiten des königlichen Entscheids lieferten die Parteien weiterhin dem politischen Kalkül und der Willkür Maximilians aus. Infolgedessen gelang es ihm, noch einige weitere Abtretungen der Wittelsbacher an Tirol herauszuschlagen. Allerdings führte sein Vorgehen im Frühjahr 1507 beinahe zum Wiederaufflammen des Erbfolgekrieges. Erst mit dem Ingolstädter Vertrag von 1509 kamen die Auseinandersetzungen zum Abschluss. Das Verhältnis zwischen den Habsburgern und den beiden wittelsbachischen Hauptlinien blieb infolge der Politik Maximilians nachhaltig gestört.